# ライヴ・オン・プラネット・アース
『ライヴ・オン・プラネット・アース』（Live on Planet Earth）は、アメリカ合衆国のR&Bグループ、ネヴィル・ブラザーズが1994年に発表したライブ・アルバム。

## 背景
アルバム『ファミリー・グルーヴ』（1992年）発表後に行われたワールド・ツアーからの録音を収録している。このツアーはアメリカ、カナダ、日本、オーストラリア、ニュージーランド、ドイツ、フランス、イギリス、スイス、ギリシャ、ベルギー、オランダ、スウェーデン、ノルウェー、イタリア、イスラエルを回る大規模な内容だったが、各曲の具体的な録音地は明記されていない。14曲9曲は、ネヴィル・ブラザーズ名義のアルバムには初収録となった。
「コンゴ・スクエア」はサニー・ランドレスのカヴァーで、シリル・ネヴィルがアップタウン・オールスターズ名義で発表した曲とは同名異曲。「愛への讃歌 / 無情の世界」は、スティーヴン・スティルスのカヴァーとローリング・ストーンズのカヴァーをメドレーで演奏したもの。「アメイジング・グレイス」は、ネヴィル・ブラザーズのスタジオ・アルバムには未収録だが、アーロン・ネヴィルは本作に先駆けて、ダニエル・ラノワのアルバム『アカディ』（1989年）で同曲を歌っている。

## 反響・評価
母国アメリカではBillboard 200で126位を記録し、2015年現在、バンド最後の全米チャート入りとなった。スイスのアルバム・チャートでは3週トップ50入りし、最高35位を記録。
William Ruhlmannはオールミュージックにおいて5点満点中3点を付け「常に特徴的なライヴ活動を続けてきたバンドの、決定的なライヴ・ドキュメントとして作られたことは明白だ」と評している。また、デヴィッド・ブラウンは『エンターテインメント・ウィークリー』誌でAマイナスを付け「社会意識も伴った、世界一ファンキーなガンボ・パーティーのレヴュー」「単に近年のスタジオ・アルバムの綺麗すぎる音を剥ぎ取っただけではない」と評している。

## 収録曲
1. シェイク・ユア・タンバリン "Shake Your Tambourine" (Gerald Tillman) – 5:41
2. ヴードゥ "Voodoo" (Aaron Neville, Art Neville, Charles Neville, Cyril Neville, Tony Hall, Willie Green, Brian Stoltz) – 4:14
3. ザ・ディーラー "The Dealer" (Art Neville, Arthel Neville, Ian Neville, Lisa Rhodes) – 4:02
4. ジャンク・マン "Junk Man" (Frank Loesser, Joseph Meyer) – 6:51
5. ブラザー・ジェイク "Brother Jake" (Aaron Neville, Art Neville, Charles Neville, Cyril Neville, Joel Neville, Renard Poché, T. Hall, W. Green) – 5:40
6. シスター・ローザ "Sister Rosa" (Charles Moore, Cyril Neville, Cyril Neville Jr., Jason Neville, Liryca Neville, Daryl Johnson) – 5:06
7. イエロー・ムーン "Yellow Moon" (Aaron Neville, Joel Neville) – 4:57
8. ハー・アフリカン・アイズ "Her African Eyes" (Charles Neville, Ramsey McLean) – 3:38
9. サンズ・オブ・タイム "Sands of Time" (Charles Neville) – 4:06
10. コンゴ・スクエア "Congo Square" (Sonny Landreth) – 5:16
11. 愛への讃歌 / 無情の世界 "Love the One You're With / You Can't Always Get What You Want" (Stephen Stills / Mick Jagger, Keith Richards) – 6:15
12. レット・マイ・ピープル・ゴー / ゲット・アップ、スタンド・アップ "Let My People Go / Get Up Stand Up" (Billy Valentine, Bob Thiele Jr., Phil Roy / Bob Marley, Peter Tosh) – 6:24
13. アメイジング・グレイス "Amazing Grace" (Public Domain / arranged by Aaron Neville) – 3:12
14. ワン・ラヴ/ピープル・ゲット・レディ/サーモン "One Love / People Get Ready / Sermon" (B. Marley, Curtis Mayfield) – 5:33

## 参加ミュージシャン
- アーロン・ネヴィル - ボーカル
- アート・ネヴィル - キーボード、ボーカル
- チャールズ・ネヴィル - サクソフォーン、ボーカル
- シリル・ネヴィル - パーカッション、ボーカル
- ウィリー・グリーン - ドラムス、パーカッション、バックグラウンド・ノイズ
- トニー・ホール - ベース、バックグラウンド・ボーカル
- エリック・ストラウザーズ - ギター、バックグラウンド・ボーカル
- エリック・コルブ - キーボード